# مكتبة جورج بيبودي
مكتبة جورج بيبودي هي مكتبة متصلة بجامعة جونز هوبكنز ،  تركز على البحث في القرن التاسع عشر. كانت سابقًا مكتبة معهد بيبودي للموسيقى في مدينة بالتيمور ، وتقع في حرم بيبودي في ويست ماونت فيرنون بليس في حي ماونت فيرنون بلفيدير التاريخي الثقافي شمال وسط مدينة بالتيمور بولاية ماريلاند . المجموعات و الكتب متاحة للاستخدام من قبل جميع الناس ، تماشياً مع هدف التاجر وفاعل الخير جورج بيبودي في بالتيمور لإنشاء مكتبة "للاستخدام المجاني لجميع الأشخاص الذين يرغبون في الرجوع إليها". 

## تاريخ
تم تمويل مكتبة جورج بيبودي من قبل جورج بيبودي بين 1795 إلى 1869 ميلادي. بعد أن أصبح بيبودي رجلًا ثريًا في بالتيمور من خلال ممارست التجارة من 1810 إلى 1820 ، بعد خدمته القصيرة في ميليشيا الدولة التي تدافع عن المدينة ضد الهجوم البريطاني الشهير خلال حرب 1812 ، "أعطى 300000 دولار كمبلغ أولي لمعهد بيبودي "في شباط (فبراير) 1857.  كان من المقرر في الأصل افتتاح المعهد في عام 1860 ، لكن صراع الدول الحدودية في المنطقة بسبب الحرب الأهلية الأمريكية أخر تأسيسه وبنائه حتى عام 1866. استخدم جون موريس ، أول أمين مكتبة لمكتبة جورج بيبودي ولجنة المكتبات ، برئاسة جورج بندلتون كينيدي ، هذه المرة لدراسة وفهرسة مجموعات أعظم المكتبات في الولايات المتحدة وأوروبا. ثم أنشأ موريس قائمة تضم خمسين ألف 50000 كتاب ، وواصل بنشاط استرجاعها بغض النظر عن الصعوبة أو المصاريف. حققت عمليت الاستراع نجاحًا كبيرًا ، واستمر بها أمين المكتبة التالي ، ناثانيال هولمز موريسون. كمساعد لموريسون ، قام العالم فيليب ريس أولر بتوسيع هذه الممارسة لتشمل النصوص العلمية من خلال البحث عن خبراء في العديد من المجالات العلمية للحصول على المشورة. أصبح هذا الشكل من تطوير المجموعات معيارًا للمكتبات الأكاديمية. 

## أحداث خاصة
تعمل مكتبة جورج بيبودي كمكان للحفلات و الفعالية. تدعم رسوم الفعالية مجموعات المكتبة وخدماتها وبرامجها.

## ملحوظات
1. 1 2 3  خرائط جوجل، QID:Q12013
2. ↑   https://www.library.jhu.edu/library-hours/george-peabody-library/. اطلع عليه بتاريخ 2020-03-31. {{استشهاد ويب}}: |url= بحاجة لعنوان (مساعدة) والوسيط |title= غير موجود أو فارغ (من ويكي بيانات) (مساعدة)
3. ↑   https://www.library.jhu.edu/library-hours/george-peabody-library/. اطلع عليه بتاريخ 2020-03-31. {{استشهاد ويب}}: |url= بحاجة لعنوان (مساعدة) والوسيط |title= غير موجود أو فارغ (من ويكي بيانات) (مساعدة)
4. 1 2 3  Library of Congress, Library of Congress Name Authority File (بالإنجليزية), QID:Q18912790
5. ↑  "Explore Peabody" (بالإنجليزية الأمريكية). Archived from the original on 2022-11-07. Retrieved 2022-04-06.
6. ↑  Peabody، George (1857). "Founding Letter, February 12, 1857". American Journal of Education. ج. 3: 226.
7. ↑  Franklin Parker. "George Peabody and Maryland". Peabody Journal of Education, Vol. 37, No. 3. (Nov. 1959), pp. 150-157.
8. ↑  "George Peabody Library Records". Johns Hopkins Libraries. 4 يونيو 2022. مؤرشف من الأصل في 2021-09-26.